# Liste der Einträge im National Register of Historic Places im Menominee County (Wisconsin)

Lage des Menominee County in Wisconsin

Die Liste der Einträge im National Register of Historic Places im Menominee County in Wisconsin führt alle Bauwerke und historischen Stätten im Menominee County auf, die in das National Register of Historic Places aufgenommen wurden.

## Aktuelle Einträge
| [ 2 ] | Name                                         | Bild                                         | Eintragsdatum        | Lage                                                         | Ort                          | Beschreibung                                                       |
| ----- | -------------------------------------------- | -------------------------------------------- | -------------------- | ------------------------------------------------------------ | ---------------------------- | ------------------------------------------------------------------ |
| 1     | Saint Joseph of the Lake Church and Cemetery | Saint Joseph of the Lake Church and Cemetery | 2000 ID-Nr. 00000602 | Adresse nicht veröffentlicht 45° 1′ 51,8″ N, 88° 30′ 48,5″ W | Menominee Indian Reservation | 1876 angelegter Friedhof um die 1891 errichtete katholische Kirche |